# Hans Rost
Hans Rost (Bamberg, 25 de junio de 1887 - Westheim, Neusäß, 18 de abril de 1970) fue un periodista y estudioso del suicidio alemán. 

## Biografía
Estudió Germanística y Ciencia Política. Trabajó en Augsburgo como periodista de noticias locales y temas sociales. Denunció la escasez de viviendas, el Mensur en las asociaciones de estudiantes, así como también sobre las madres solteras, las familias numerosas y las iniciativas caritativas. Como católico comprometido, publicó en 1932 "Cristo, no Hitler", por lo que tuvo que ser protegidos algunas semanas en 1933. De 1933 a 1940 publicó 7 números de la revista "Santa Wiborada, un anuario para los amantes de los libros" (Sankt Wiborada. Ein Jahrbuch für Bücherfreunde).
Desde aproximadamente 1910, recopiló textos sobre todo tipo de suicidios, desde escritos filosóficos y religiosos hasta artículos periodísticos e informes estadísticos. Después de cuatro libros sobre el tema, publicó, en 1927, una "Bibliografía del suicidio", con alrededor de 5.000 casos. 
Enumera literatura sobre la técnica del suicidio, sobre el suicidio doble, familiar y en masa, sobre el "castigo" de los suicidios, sobre el llamado Efecto Werther y sobre el suicidio entre soldados y animales. Solo en el tema de la eutanasia, la bibliografía nombra más de 100 obras. Numerosos libros y artículos recopiló Rost personalmente. Su legado forma la llamada  "Biblioteca del Suicidio", que pertenece hoy a la biblioteca de la ciudad de Augsburgo. Su trabajo bibliográfico y periodístico hace de Rost un pionero de la Suicidiología.
La Sociedad Alemana para la Prevención del Suicidio (DGS) nominó un  premio de investigación con su nombre. 
Rost fue miembro, desde 1897, de la asociación de estudiantes católicos KDStV Markomannia Würzburg.

## Literatura
- Hans Rost: Bibliografía del Suicidio. Regensburg: Roderer (1927)
- Biblioteca del Suicidio. 1.098 obras entre los años 1578-1945, con aproximadamente 100.000 páginas en 1.500 microfichas. (Harald Fischer, 2005). ISBN 3-89131-463-9
- Hans Rost: La Biblia en los primeros siglos. Aportaciones a la historia cultural de la Biblia, Cuaderno 2, Gangolf Rost, Editorial Westheim en Augsburgo. Publicado bajo el Gobierno Militar con la licencia n.º US-E-106. 1ª edición de 1946: mil ejemplares (Augsburgo).